# ドゥリオ・グランディフロルス
Durio grandiflorus（一般にはdurian munitと呼ばれる）は、ボルネオ島の固有種である。
高さ30メートルまで成長する中型樹木。ドリアン属（Durio）の食用となる種の一つであり、ドリアンと呼ばれる人気の果実を付ける。本種の果実は黄色の果肉を持つ。